# Psilotum
Psilotum (lat. Psilotum), rod paprati u porodici Psilotaceae raširen po tropskoj Aziji, Južnoj Americi, Africi, Australiji, Srednjoj i jugu Sjeverne Amerike, a od Europe u Španjolskoj.
Pripada mu uključujući jedan hibrid s Havaja (P. × intermedium) tri vrste vazdazelenih trajnica.

## Opis
Paprati psilotum imaju tkiva koja provode vodu i hranu, ali nema pravo lišće i korijenje. Fotosinteza se odvija u nadzemnim stabljikama, a apsorpcija vode i minerala događa se u vodoravnim podzemnim stabljikama nalik korijenu (Rizomma), koje primaju vodu i hranjive tvari od gljiva kroz mikoriznu povezanost. Dvije su faze u životnom ciklusu paprati. Velike nespolne biljke (Sporofiti) stvaraju spore koje se razvijaju u vrlo male bezbojne spolne biljke (Gametofite), koje su cjelokupnim izgledom slične rizomima. Jajašca i spermiji se proizvode u posebnim strukturama na njihovoj površini. Spajanje ovih gameta inicira drugu fazu sporofita.

## Vrste
1. Psilotum complanatum Sw.
2. Psilotum nudum (L.) P.Beauv.
3. Psilotum ×intermedium W.H.Wagner

## Sinonimi
- Bernhardia Willd. ex Bernh. =  Psilotum Sw.
- Hoffmannia Willd. =  Psilotum Sw.
- Tristeca P.Beauv. =  Psilotum Sw.